# Primavera de juventud
Primavera de juventud (en hangul, 사계의 봄; romanización revisada, Sagyeui bom; literalmente, «Primavera de las cuatro estaciones») es una serie de televisión surcoreana, un drama romántico juvenil de tema musical, escrito por Kim Min-cheol, dirigido por Kim Sung-yong y protagonizado por Ha Yoo-joon, Park Ji-hoo y Lee Seung-hyub. Está formado por diez capítulos que se emitirán por el canal SBS desde el 6 de mayo hasta el 2 de julio de 2025, en horario de miércoles a las 22:40 (hora local coreana).

## Sinopsis
Sa-gye era el cantante y la estrella de un grupo K-pop de gran éxito, pero fue expulsado repentinamente del mismo, y entonces decidió ir a la universidad. Allí, mientras vive el agitado ambiente universitario, forma un nuevo grupo mixto de cuatro miembros, y descubre el amor apasionado.

## Reparto

### Principal
- Ha Yoo-joon como Sa-gye, vocalista y guitarrista de la banda The Crown, que nunca había dejado de ocupar el primer lugar en las listas musicales en sus cinco años de existencia. Sin embargo, un día se ve obligado a salir del grupo debido a un incidente violento. Sa-gye cree que los reveses son hechos temporales y que basta trabajar duro para superarlos; para ello, se matricula en la universidad dentro de un proceso de crecimiento, pero allí conoce a Kim Bom.[2][3][4]
  - Moon Woo-jin como Sa-gye adolescente.[5]

- Park Ji-hoo como Kim Bom, vocalista y teclista del grupo Toosa-gye, un genio de la composición de 20 años que alguna vez soñó con ingresar en la Ivy League. Ahora es una estudiante de música que sueña con establecer su propia marca. Ella también tuvo una vida fácil hasta que su madre falleció hace seis años. Sin embargo, ante la cruel realidad, no tuvo tiempo para estar triste. Se fijó como meta el éxito, comenzó a trabajar a tiempo parcial y a estudiar con más ahínco. Nunca abandonó la música, y en cierto momento conoció a Sa-gye.[1][6][7]
  - Park So-yi como Kim Bom adolescente.
- Lee Seung-hyub como Seo Tae-yang, una leyenda viviente y guitarrista carismático que se convirtió en líder del grupo Hanju e basándose únicamente en sus habilidades. Es el único hijo del director del hospital universitario Hanju y proviene de una familia de médicos durante generaciones; ingresó a la escuela de medicina según los deseos de su padre, pero su pasión por la música crea tensión mientras compite con Sa-gye.[1][8][9]

### Secundario

#### Miembros del grupo Two Seasons
- Seo Hye-won como Bae Gyu-ri, prima de Bom y fan incondicional de Sa-gye. Estudia en el departamento de Teatro y Cine de la Universidad de Corea. Es una persona que vive en su propio mundo y muestra repentinos cambios de humor; y sueña con convertirse en una socialité y seguir las tendencias de moda. Por el bien de las Cuatro Estaciones, a pesar de no saber tocar ningún instrumento musical, insistió en unirse a la banda.[10][11]
- Kim Sun-min como Kong Jin-gu, estudiante de ingeniería informática en la Universidad de Corea, baterista de la banda Two Seasons, a la que se unió impresionado por la actuación de Sa-gye. Un espíritu inocente enmascarado por una apariencia dura.[12][13]

#### JO&JO Ent.
- Jo Han-chul como Jo Sang-heon, director ejecutivo de la agencia JO&JO Ent. y padre del grupo The Crown. La mano de Midas del mundo de la música, que tiene una mente clara, un cerebro rápido y sensible, y es una combinación de elección y concentración. Fue quien llevó al éxito al grupo con la incorporación de Sa-gye, y también quien lo expulsó de aquel. Aunque parece amable, valora los vínculos entre las personas y trata de controlarlo todo. Será despiadado con cualquiera que se desvíe de su camino. Y, sobre todo, guarda un secreto desde hace años.[14]
- Han Jin-hee como Yoon Seung-soo, directivo de JO&JO Ent. Un bailarín natural que ha estado con Sa-gye desde la infancia; ambos son amigos cercanos. Además, está en deuda con Sa-gye debido a un incidente pasado, y también es un personaje talentoso con habilidades de baile excepcionales, hasta el punto de que llamó la atención de Sang-heon desde los inicios de la compañía y se ocupó de eneseñar a los aprendices.[15][16]
- Han Yu-eun como Jo Ji-na, productora ejecutiva de JO&JO Ent. La famosa hija del director ejecutivo Cho Sang-heon, ambiciosa y adicta al trabajo, y la princesa de hielo que será la próxima directora ejecutiva de la agencia. Fue la verdadera artífice de The Crown, la que lo convirtió en un grupo de clase mundial; se encargó de todo, desde la moda y el concepto hasta la selección musical. Por eso fue la mayor sorprendida cuando Sa-Gye abandonó el grupo.[17][18]
- Kim Seo-ha como Kang Seok-hee, el leal secretario de Jo Sang-heon, tan cercano a él como un hermano, al que sigue cuando se opone a Sa-gye.[19]

#### Otros
- Cha Chung-hwa como Kim Ji-yeong, tía de Kim Bom. Para recuperar los cien millones de wones que su madre le pidió prestados antes de morir, vive con su hija Gyu-ri en la casa de Bom.[20]
- Kim Jong-tae como Seo Min-cheol, director del hospital Hanju, padre de Tae-yang y amigo de Sang-heon, en cuya agencia ha invertido su capital. Es un ganador desde el momento en que nació. Médico especializado en cirugía hepatobiliar y pancreática, se ha convertido en el director de hospital más joven de Corea.[21]
- Seo Dong-sung como In-ho, miembro del grupo The Crown.[22]
- Kim Sun-min como Gong Jin-goo, baterista del grupo The Crown.[23]
- Kim Byung-ki como el presidente de la Universidad de Corea.[24]
- Joo Yoon-chan como Jae-joon, un miembro del grupo musical de Seo Tae-yang, Hanju. Jae-joon es un personaje que choca con Sa-gye y tiene un impacto negativo en la vida escolar.[25][26]

### Apariciones especiales
- Rowoon.[27][28]
- Jung Hae-in como un médico.[28][29]
- Lee Hong-gi.[30]
- Wonhee.[30]
- Moon Se-yoon como el dueño de la tienda de conveniencia donde Kim Bom trabaja a tiempo parcial (ep. 1-2).[31]
- Kim Yong-myeong como estudiante de secundaria (ep. 1-2).[31]
- Jonathan Yiombi como un estudiante universitario (ep. 1-2).[31]
- Patricia Yiombi como una estudiante universitaria (ep. 1-2).[31]
- Im Ra-ra como una estudiante universitaria (ep. 1-2).[31]
- Son Min-su como un estudiante universitario (ep. 1-2).[31]
- Yoo Jae-pil como un estudiante universitario (ep. 1-2).[31]

## Producción
Primavera de juventud está escrita por Kim Min-cheol, dirigida por Kim Sung-yong, y producida en diez episodios por Studio S, FNC Story, FNC Entertainment y Monster Union. Es el primer trabajo del director Kim Sung-yong tras su paso de MBC (donde dirigió The Veil en 2021 y My Dearest en 2023) a FNC. El resultado perseguido era la creación de un romance musical juvenil que tuviera como uno de sus puntos de fuerza la presencia de actores con experiencia musical, en calidad de componentes de grupos; este es el caso de los dos protagonistas masculinos, y un factor que añade verosimilitud a la trama; así, esta ya no es solo una simple historia de crecimiento personal.
La serie es el primer trabajo como actor de Ha Yoo-joon, conocido como vocalista del grupo de FNC AxMxP, cuyo debut estaba previsto para el mismo año 2025. Según el director Kim Sung-young, fue elegido para el papel porque «el personaje de Sa-gye es positivo, brillante y enérgico, y Ha Yu-jun tenía esa misma energía». Lee Seung-hyeop, el líder de la banda N.Flying, confirmó su participación en la serie a principios de noviembre de 2024, y a mediados del mes siguiente se confirmó también la de Seo Hye-won.
El rodaje de la serie estaba en marcha en enero de 2025 y finalizó el 13 de abril sucesivo. El 11 SBS había anunciado ya su emisión como serie de miércoles, pero como programa especial, no como reactivación de las series de miércoles y jueves, que dejaron de existir en 2019 después de Secret Boutique.
El 11 de abril de 2025 SBS difundió el cartel del grupo Two Seasons con los personajes de Ha Yoo-joon, Park Ji-hoo, Lee Seung-hyub, Kim Sun-min y Seo Hye-won. Cinco días después lanzó el primer avance de la serie, de cincuenta segundos. Al día siguiente distribuyó imágenes de la lectura del guion. La conferencia de prensa de presentación se llevó a cabo el 28 de abril en SBS Mokdong en Yangcheon-gu, Seúl, con la asistencia del director Kim Sung-yong y de los actores Ha Yoo-joon, Park Ji-hoo, Lee Seung-hyeop, Seo Hye-won y Kim Sun-min. El mismo día se lanzó el cartel principal, en el que aparecen los tres protagonistas sentados en una escalera. El 4 de mayo los cinco componentes del grupo Toosa-gye aparecieron en el programa musical de SBS Inkigayo e interpretaron See You Later, la canción principal de la banda sonora de la serie.  Park Ji-hoo y Lee Seung-hyub aparecieron también en el programa de entretenimiento del mismo canal SBS Running Man del 12 de mayo.

## Estreno y recepción
La serie se estrenó el 6 de mayo de 2025 a las 22:40; la primera semana se programó el episodio 2 para el día siguiente, miércoles 7 de mayo, y los demás episodios se emitieron en el mismo horario pero solo los miércoles.

### Audiencia
Los episodios 2 y 3 no lograron superar la barrera del 1 % de audiencia; el primero había alcanzado el 1,4 %, pero tras la caída a la mitad del segundo se esperaba un repunte en el tercero que no se produjo.
| Episodio | Fecha de emisión    | Índices de audiencia |
| --- | ------------------- | -------------------- |
| 1 | 6 de mayo de 2025   | 1,4 % (38.ª)         |
| 2 | 7 de mayo de 2025   | 0,7 % (51.ª)         |
| 3 | 14 de mayo de 2025  | 0,7 % (50.ª)         |
| 4 | 21 de mayo de 2025  | 0,8 % (47.ª)         |
| 5 | 28 de mayo de 2025  | 1,1 % (33.ª)         |
| 6 | 4 de junio de 2025  | 0,8 % (47.ª)         |
| 7 | 11 de junio de 2025 | 0,8 % (47.ª)         |
| 8 | 18 de junio de 2025 | 0,9 % (36.ª)         |
| 9 | 25 de junio de 2025 | 0,9 % (41.ª)         |
| 10 | 2 de julio de 2025  | 1,0 % (35.ª)         |
| Promedio | Promedio            | 0,9 %                |
| - En la tabla superior, los números azules representan las calificaciones más bajas y los números rojos representan las más altas. |                     |                      |